# Aphrastochthonius cubanus
Aphrastochthonius cubanus är en spindeldjursart som beskrevs av Dumitresco och Traian Orghidan 1977. Aphrastochthonius cubanus ingår i släktet Aphrastochthonius och familjen käkklokrypare. Inga underarter finns listade i Catalogue of Life.